# Sargochromis
Sargochromis és un gènere de peixos de la família dels cíclids i de l'ordre dels perciformes que inclou les següents espècies:
- Sargochromis carlottae (Boulenger, 1905)[2]
- Sargochromis codringtonii (Boulenger, 1908)[3]
- Sargochromis coulteri (Bell-Cross, 1975)[4]
- Sargochromis giardi (Pellegrin, 1903)[5]
- Sargochromis greenwoodi (Bell-Cross, 1975)[4]
- Sargochromis mellandi (Boulenger, 1905)
- Sargochromis mortimeri (Bell-Cross, 1975)[4]
- Sargochromis thysi (Poll, 1967)[6][7][8][9]